# Архейный фактор транскрипции
Архейный фактор транскрипции B (ATFB или TFB) является одним из нескольких внешних транскрипционных факторов, которые управляют инициацией транскрипции РНК в организмах архей. Он гомологичен эукариотическому TFIIB и, более отдаленно, бактериальному сигма-фактору. Как и эти белки, он участвует в формировании преинициативных транскрипционных комплексов. Его структура включает в себя несколько консервативных мотивов, которые взаимодействуют с ДНК и другими факторами транскрипции, особенно с одним типом РНК-полимеразы, которая выполняет транскрипцию у архей.

## История
Поскольку транскрипция является процессом, необходимым для выживания и пролиферации клеток, было проведено много исследований вовлеченных белков. У бактерий и эукариот белки TFIIB и сигма-фактор участвуют в инициации транскрипции, где они способствуют образованию преинициаторного комплекса и специфическому связыванию РНК-полимеразы с ДНК. Архейным аналогом этих двух белков является TFB, который был впервые идентифицирован у вида Pyrococcus woesei в 1992 году. С тех пор исследования показали, что архейные виды должны содержать по крайней мере одну копию TFB, хотя некоторые виды могут иметь несколько изоформ в своем геноме.

## Состав
TFB представляет собой один полипептид, длиной около 280-300 аминокислот и массой 34 кДа , который необходим для начала транскрипции РНК-полимеразой (RNAP) и он также может влиять на структуру транскрипционного комплекса во время изменений которые происходят до транскрипции, хотя конкретные механизмы неизвестны. Структура TFB состоит из амино-концевой области (TFBN) с консервативными последовательностями и сложными структурами, связанными с большей глобулярной карбоксильной концевой областью (TFBC). В то время как N-концевой домен опосредует взаимодействия RNAP, С-концевой домен опосредует взаимодействия с комплексом, образованным из TATA-бокса и TBP, последовательности ДНК и полипептида, участвующих в инициации трансляции. Степень сохранения последовательности TFB по всей архее колеблется от 50% до 60%.  Что касается его эукариотического эквивалента, TFB демонстрирует «высокий уровень структурной и функциональной консервации». Взаимодействие между TBP и последовательностью выше от TATA-бокса регулирует полярность транскрипции, «дает комплекс преинициации археи» и ориентирует комплекс. в направлении, в котором должен транскрибироваться целевой ген.
TFBN составляет приблизительно одну треть белка и содержит как мотив B-пальца (гомологичный B-пальцу TFIIB), так и мотив цинкового пальца, последний из которых расположен в аминокислотах 2-34. Размер N-концевого домена варьируется от 100 до 120 аминокислот в длину. Эксперименты по сшиванию показали, что этот домен расположен близко к стартовому сайту транскрипции. Цинковый палец взаимодействует с док-доменом RNAP, а B-палец может влиять на взаимодействия промотора RNAP. TFBC содержит мотивы, которые взаимодействуют с TATA-связывающим белком (TBP), элементами распознавания TFB (BRE) перед TATA-боксом и последовательностями ДНК ниже TATA. Его размер составляет примерно 180 аминокислот, который состоит из двух повторов последовательности из 90 аминокислот. С-концевой домен, в частности, может влиять на направление преинициативного комплекса. Поскольку TFBN связывает RNAP, а TFBC связывает комплекс TBP-TATA, TBP связывает их.

## Механизм
TFB актируется другим фактором трансляции, TBP, после того, как он распознает TATA-бокс и сгибает ДНК, чтобы транскрипция могла инициироваться. TFB стабилизирует комплекс TBP-ДНК, так что белки могут актировать РНК-полимеразу и расплетать ДНК по еще неизвестному механизму. Это открытие ДНК не является энергетически зависимым процессом в архее; поскольку TFB, TBP и RNAP расположены более близко друг к другу, чем в эукариотах, плотность белков и их взаимодействие могут предоставить больше областей для контакта с ДНК, что приводит к открытому транскрипционному комплексу.
TFB использует ион цинка (Zn2 +) в качестве кофактора и принимает один ион на субъединицу.